# Ochrota imminuta
Ochrota imminuta là một loài bướm đêm thuộc phân họ Arctiinae, họ Erebidae.